# Залікін Олександр Тарасович
Олександр Тарасович Залікін (серпень 1893, місто Серпухов Московської губернії, тепер Московської області, Російська Федерація — січень 1953, місто Серпухов Московської області) — радянський партійний діяч, 1-й секретар Башкирського обласного комітету ВКП(б) (1937—1939). Голова Верховної Ради Башкирської АРСР (1938—1939). Депутат Верховної Ради СРСР 1-го скликання. Член Комісії партійного контролю при ЦК ВКП(б) у 1934—1939 роках.

## Біографія
Народився в родині робітника. У 1908 році закінчив двокласне училище. З серпня 1908 по травень 1911 року навчався в ремісничій школі міста Серпухова.
У квітні 1911 — жовтні 1914 року — слюсар, токар ткацької фабрики Коншина в місті Серпухові Московської губернії.
Член РСДРП(б) з листопада 1912 року.
У жовтні 1914 року призваний на службу в російському імператорському флоті. З жовтня 1914 по лютий 1918 року — механік ескадреного контрміноносця «Гавриїл» Балтійського флоту.
У березні — жовтні 1918 року — інспектор праці Серпуховського повітового виконавчого комітету Московської губернії.
У жовтні 1918 — серпні 1919 року — інструктор із організації влади на місцях НКВС Української СРР в місті Єлисаветграді.
У жовтні 1919 — січні 1920 року — начальник кінної і пішої розвідки 56-ї стрілецької бригади РСЧА на Західному фронті.
У березні — жовтні 1920 року — відповідальний секретар Серпуховського повітового комітету РКП(б) Московської губернії.
У жовтні 1920 — серпні 1921 року — завідувач Серпуховського повітового відділу народної освіти Московської губернії.
У вересні 1921 — травні 1924 року — студент робітничого факультету імені Покровського 1-го Московського державного університету.
У травні 1924 — січні 1926 року — відповідальний секретар Бюро закордонних осередків ЦК РКП(б). З 1925 по 1926 рік перебував у відрядженнях в Польщі, Чехословаччині та Австрії.
У січні 1926 — серпні 1927 року — слухач курсів марксизму-ленінізму при ЦК ВКП(б).
У серпні 1927 — червні 1928 року — керівник пропагандистської групи ЦК ВКП(б) в місті Шахти Північно-Кавказького краю. У червні 1928 — червні 1929 року — керівник пропагандистської групи ЦК ВКП(б) в місті Самарі. У липні 1929 — червні 1930 року — керівник пропагандистської групи ЦК ВКП(б) в місті Щегловську Сибірського краю.
У червні 1930 — січні 1933 року — помічник завідувача відділу культури і пропаганди ленінізму ЦК ВКП(б), завідувач сектору культурно-пропагандистського відділу ЦК ВКП(б).
У січні 1933 — лютому 1934 року — заступник начальник політичний управління Народного комісаріату зернових і тваринницьких радгоспів СРСР.
У березні 1934 — травні 1936 року — заступник керівника сільськогосподарської групи Комісії партійного контролю при ЦК ВКП(б).
У травні 1936 — вересні 1937 року — уповноважений Комісії партійного контролю при ЦК ВКП(б) по Челябінській області.
6 жовтня 1937 — 17 червня 1938 року — виконувач обов'язків 1-го секретаря Башкирського обласного і Уфимського міського  комітетів ВКП(б). 17 червня 1938 — січень 1939 року — 1-й секретар Башкирського обласного і Уфимського міського  комітетів ВКП(б). Входив до складу особливої трійки, створеної за наказом НКВС СРСР від 30 липня 1937 року, брав активну участь в сталінських репресіях.
Одночасно, 25 липня 1938 — 1939 року — голова Верховної Ради Башкирської АРСР.
У лютому 1939 — липні 1940 року — заступник начальник Головного управління «Головсвинар» Народного комісаріату м'ясної і молочної промисловості СРСР у Москві.
У липні 1940 — лютому 1942 року — директор радгоспу «П'ятирічка» Всесоюзного державного тресту свинарських радгоспів (Свинартрест) Народного комісаріату землеробства СРСР в місті Кунцево Московської області.
У лютому — липні 1942 року — керуючий 2-го Московського союзного тресту «Свинартрест».
У 1942 — лютому 1947 року — директор Московського заводу № 86 державного союзного тресту № 1 Народного комісаріату нафтової промисловості СРСР.
Помер у січні 1953 року.

## Нагороди
- орден Червоної Зірки
- ордени
- медалі